# Slowhand
Slowhand — пятый студийный альбом Эрика Клэптона, выпущенный в Лондоне в 1977 году. Включает в себя такие популярные синглы, как блюзовый «Cocaine», балладу «Wonderful Tonight», а также кантри-хит «Lay Down Sally» и другие песни, ставшие классикой: «The Core» и «Next Time You See Her». Альбом оказался очень удачным, став для музыканта шагом вперед после менее успешного (хотя и ставшего платиновым) предыдущего альбома No Reason to Cry. Пластинка имела как большой коммерческий успех, так и успех у критики, достигнув 2-й позиции в альбомном хит-параде Billboard, превзойдя популярнейший саундтрек к фильму «Лихорадка субботнего вечера».
В 2003 году Slowhand занял 325-ю позицию в списке «500 величайших альбомов всех времён» по версии журнала Rolling Stone.

## Запись
В своей автобиографии Клэптон вспоминал, что выбирая продюсера для этого лонгплея, он обращал внимание на послужной опыт Глина Джонса, имевшего позитивный опыт работы с такими известными коллективами как The Rolling Stones и Eagles, и понимавшего как работать как с британскими, так и с американскими музыкантами. Уже находясь в студии с Джонсом, он отмечал, что продюсер был очень дисциплинированным и не любил когда музыканты начинали джемовать, поскольку это убивало важное студийное время. И хотя сам Клэптон и его группа почти всё время записывались в состоянии алкогольного опьянения, Джонс высоко оценил работу Клэптона и смог выявить лучшее в каждом музыканте.

## Название
Альбом был назван в честь прозвища Клэптона (Slowhand — «медленная; ленивая рука»), которое дал ему Джорджо Гомельский, восхищённый его техникой игры. Другая версия появления прозвища — манера музыканта менять порвавшиеся струны на гитаре прямо во время концерта под медленные хлопки зрителей. Ещё вариант — использование и популяризация Клэптоном техники игры негритянских блюзменов, при которой дрожащими пальцами левой руки по грифу оттягивается струна для удлинения её звучания (частотное вибрато).

## Коммерческие показатели и варианты издания
Slowhand стала одной из самых успешных в дискографии исполнителя. Во Франции, Норвегии и Нидерландах пластинка вошла в лучшую двадцатку национальных чартов, а на родине музыканта в эпоху максимальной популярности панк-рока смогла подняться на 23-е место UK Albums Chart, получив 8 октября 1979 года от Британской ассоциации производителей фонограмм статус золотого диска. Особый успех ожидал работу Клэптона в Северной Америке, где и в Канаде и в США запись заняла вторую строчку рейтинга альбомов. При этом в Billboard Top LPs & Tape она продержалась в общей сложности 74 недели (около полутора лет), что стало наивысшим достижением в карьере музыканта среди студийных альбомов (дольше в американских чартах пребывали только его сборники). Столь длительное пребывание отражало динамику продаж, 1 марта 1978 года пластинка стала золотой в Канаде, ровно через месяц — платиновой, а 1 марта 1981 года — двукратно платиновой. В США Slowhand 10 ноября 1993 года стал трижды платиновым.
В 1982 году альбом был издан в Советском Союзе фирмой грамзаписи «Мелодия» (каталожный номер: С60-17879-80) под названием «Эрик Клэптон» (без первой песни «Кокаин»).
К 35-летнему юбилею со дня выпуска, в 2012 году, состоялось крупное ремастированное переиздание Slowhand в различных форматах, оно выделялось множеством бонус-треков и дополнительных материалов. Так, делюксовое издание состояло из трёх компакт-дисков, одного DVD-диска и одной виниловой грампластинки утяжелённой до 180 грамм. Связанный с этим всплеск покупательского интереса вернул альбом в хит-парады ряда европейских стран.

## Список композиций
| №  | Название                | Автор(ы)                               | Длительность |
| -- | ----------------------- | -------------------------------------- | ------------ |
| 1. | «Cocaine»               | Джей Джей Кейл                         | 3:41         |
| 2. | «Wonderful Tonight»     | Эрик Клэптон                           | 3:44         |
| 3. | «Lay Down Sally»        | Эрик Клэптон, Марси Леви, Джордж Терри | 3:56         |
| 4. | «Next Time You See Her» | Эрик Клэптон                           | 4:01         |
| 5. | «We’re All the Way»     | Дон Уильямс                            | 2:32         |

| №  | Название             | Автор(ы)                    | Длительность |
| -- | -------------------- | --------------------------- | ------------ |
| 1. | «The Core»           | Эрик Клэптон, Марси Леви    | 8:45         |
| 2. | «May You Never»      | Джон Мартин                 | 3:01         |
| 3. | «Mean Old Frisco»    | Артур Крадап                | 4:42         |
| 4. | «Peaches and Diesel» | Эрик Клэптон, Альби Галутен | 4:46         |

## Участники записи
Информация приведена по сведениям базы данных Discogs
| Музыканты: - Эрик Клэптон — вокал, гитара - Марси Леви — бэк-вокал, гитара - Ивонн Эллиман — бэк-вокал - Карл Рэйдл — бас-гитара - Мел Коллинз — саксофон - Джейми Олдэкер — ударные, перкуссия - Дик Симс — клавишные | Технический персонал: - Глин Джонс — продюсер - El & Nell Ink.: - Дэвид Стюарт — арт-дирекшн и дизайн - Нелло — арт-дирекшн и дизайн - Джонатан Дент — художественное оформление - Энди Сеймур — фотографии вкладки конверта пластинки - Ватал Асанума — фотографии конверта пластинки |

## Позиции в хит-парадах и сертификации
| Год       | Хит-парад                                  | Высшая позиция | Пребывание в чарте |
| --------- | ------------------------------------------ | -------------- | ------------------ |
| 1977—1978 | Великобритания (UK Albums Chart)           | 23             | 12 недель          |
| 1977—1978 | Канада (RPM 100 Albums)                    | 2              | 37 недель          |
| 1977—1978 | Нидерланды (Nationale Hitparade LP Top 30) | 17             | 2 недели           |
| 1977—1978 | Новая Зеландия (RMNZ)                      | 32             | 5 недель           |
| 1977—1978 | Норвегия (VG-lista)                        | 5              | 27 недель          |
| 1977—1978 | США (Billboard Top LP’s & Tape)            | 2              | 74 недели          |
| 1977—1978 | Франция (SNEP)                             | 13             | 8 недель           |
| 1977—1978 | Швеция (Topplistan)                        | 41             | 1 неделя           |
|           |                                            |                |                    |
| 1993      | США (Billboard Top Pop Catalog Albums)     | 48             | 1 неделя           |
|           |                                            |                |                    |
| 2012—2013 | Бельгия/Валлония (Ultratop)                | 89             | 10 недель          |
| 2012—2013 | Бельгия/Фландрия (Ultratop)                | 130            | 5 недель           |
| 2012—2013 | Германия (Offizielle Top 100)              | 66             | 1 неделя           |
| 2012—2013 | Хорватия (Top of the Shops)                | 20             | нет данных         |

| Хит-парад (1978)                   | Позиция |
| ---------------------------------- | ------- |
| Канада (RPM Year-End)              | 5       |
| США (Billboard Top Popular Albums) | 10      |

| Регион                                                      | Сертификация  | Продажи    |
| ----------------------------------------------------------- | ------------- | ---------- |
| Великобритания (BPI)                                        | Золотой       | 100 000^   |
| Канада (Music Canada)                                       | 2× Платиновый | 200 000^   |
| США (RIAA)                                                  | 3× Платиновый | 3 000 000^ |
| Швейцария (IFPI Switzerland) · сертификация 1990 года       | Золотой       | 25 000^    |
| Швейцария (IFPI Switzerland) · сертификация 1993 года       | Золотой       | 25 000^    |
| ^ Данные о тиражах приведены только на основе сертификации. |               |            |